# Scandinavische muntunie

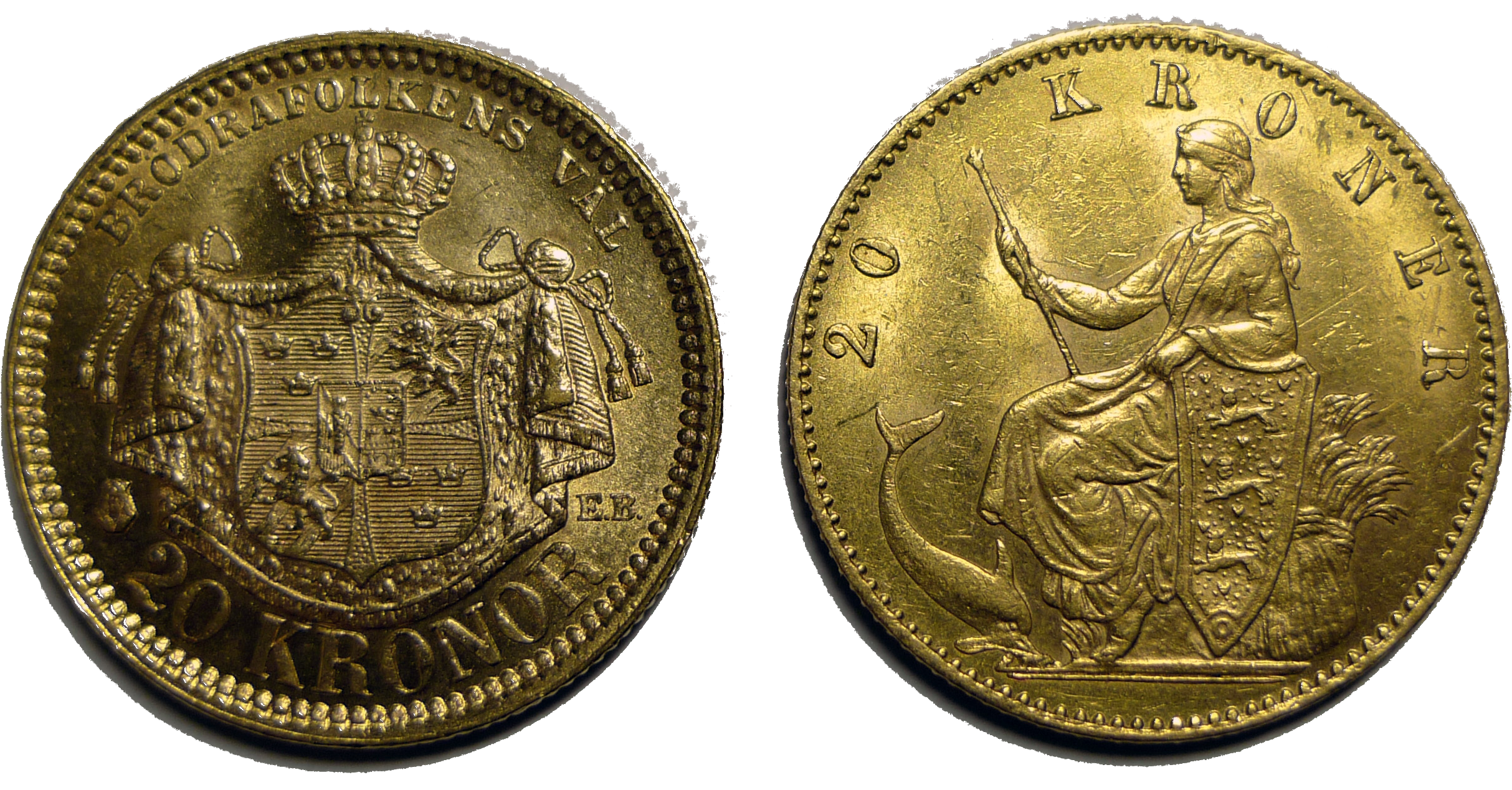
Een Zweedse (links) en Deense (rechts) munt van 20 kroon tijdens de muntunie

De Scandinavische muntunie (Zweeds: Skandinaviska myntunionen; Deens: Skandinaviske møntunion; Noors: Skandinaviske myntunion) was een muntunie die Zweden en Denemarken in 1873 aangingen. Twee jaar later trad ook Noorwegen toe tot deze unie. De unie bestond tot 1914.

## Geschiedenis
Zweden wijzigde bij het aangaan van de unie de naam van zijn munteenheid: de oude rijksdaalder werd vervangen door de kroon. Denemarken had al de kroon. Noorwegen, dat een personele unie met Zweden vormde, kende ook de kroon.
De unie zorgde voor een vaste koersverhouding tussen de drie aangesloten landen. Zij hanteerden alle drie dezelfde verhouding tussen hun munt en goud (1 gram puur goud kwam overeen met 2,48 kronen). Het gevolg was dat de verschillende kronen ook in de andere landen als wettig betaalmiddel aanvaard werden. De drie afzonderlijke munten bleven echter wel bestaan.
Toen Noorwegen in 1905 de personele unie met Zweden beëindigde, had dat geen gevolgen voor de muntunie. Het einde kwam in 1914. Na het uitbreken van de Eerste Wereldoorlog besloot Zweden de gouden standaard los te laten, waardoor er geen sprake meer was van een vaste koersverhouding tussen de munten.
De drie landen hebben nog steeds dezelfde eigen munteenheid als ten tijde van de muntunie. Zweden en Denemarken zijn EU-landen, maar zijn niet toegetreden tot de eurozone.